# المرأة في الخدمة العسكرية

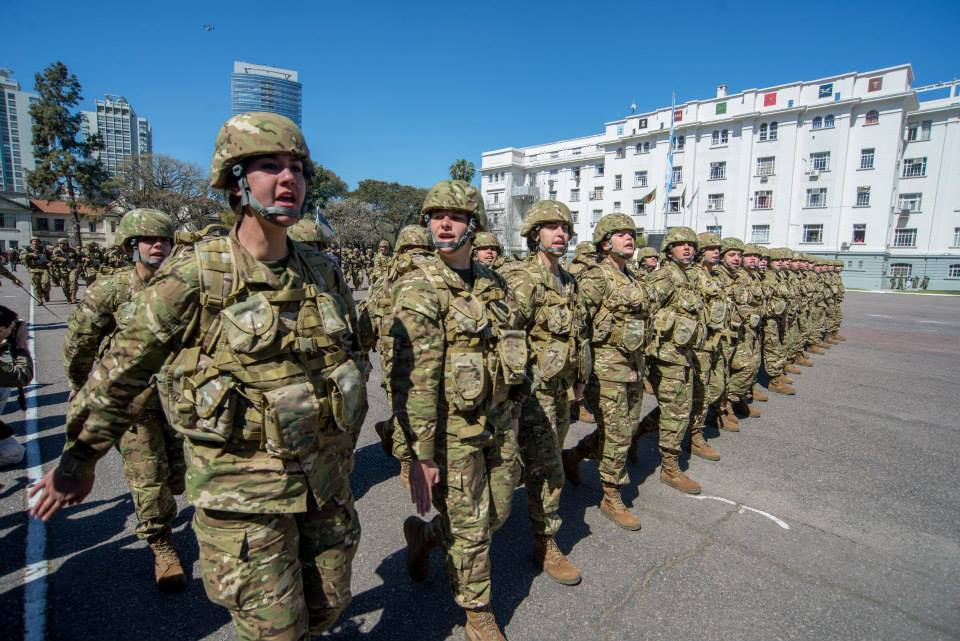
جنديات في القوات المسلحة الأرجنتينية

الخدمة العسكرية للنساء لها تاريخ يمتد على مدى 4,000 سنة مضت، في عدد كبير من الثقافات والشعوب. في كثير من الأحيان لايقتصر الدفاع عن الوطن على الرجال فقط، فالمرأة من سالف العصور هي مشاركة للرجل في مهام كثيرة. حيث لعبت المرأة أدوارًا عدة في الجيش، وعرفت من المحاربات القدامى، إلى النساء اللواتي يخدمن في الجيوش النظامية الحالية. على الرغم من الأدوار المختلفة التي لعبتها المرأة قديمًا في الجيوش، لكن يبقى دورها في القوات المسلحة، وخاصةً في القتال (الأعمال الحربية)، مثيراً للجدل وفي الآونة الأخيرة بدأت المرأة تعطى أدوارًا أكثر بروزًا في القوات المسلحة المعاصرة. كما أن أعداد متزايدة من البلدان بدأت في توسيع دور المرأة في جيوشها، لكن يبقى دورها في الخدمات الطبية مثل التمريض هو الأكثر بروزًا، لذا فان النقاش لا يزال مستمرًا.

## التاريخ

### الحرب العالمية الأولى
خلال الحرب العالمية الأولى، كانت الولايات المتحدة تناضل في حرب شاملة. كان على كل شخص المساهمة في الحرب. هذا لا يعني بالضرورة أنه يجب على الجميع القتال. كانت البلاد بحاجة إلى مواصلة تمويل قواتها ودعم الحرب ماليًا بينما كان الجنود يقاتلون. اعتمدت الولايات المتحدة على المنظمات لدعم جهودها في الحرب. انضمت نساء إلى منظمات مثل لجنة الإعلام بغرض تثقيف الناس حول الحرب. عملت هذه اللجنة على تعزيز الانتماء القومي أيضًا. بالإضافة إلى العمل في اللجان التعليمية، عملت النساء في جميع المناصب. أصبحت العديد من النساء أعضاء في جمعية الشابات المسيحية وذهبن إلى الخارج لمساعدة الجنود. كانت هذه هي المرة الأولى في التاريخ التي تعمل فيها نساء من جميع الطبقات لدعم جهود الحرب. أسست نساء الطبقة العليا العديد من منظمات الحرب الطوعية بينما عملت نساء الطبقة المتوسطة والدنيا في هذه المنظمات كممرضات أو عن طريق ملء وظائف الرجال.

### القتال
تسمح بعض الدول للنساء بالخدمة في بعض المواقع القتالية. تستبعدهنّ دولٌ أخرى لأسباب مختلفة منها المعايير البدنية وسياسات الخصوصية. ضمن دول حلف شمال الأطلسي (الناتو)، وحتى منتصف السبعينيات من القرن العشرين، تمكنت النساء من الحصول على مناصب عسكرية في البلدان التالية: بلجيكا، كندا، الدنمارك، فرنسا، جمهورية ألمانيا الاتحادية، اليونان، هولندا، النرويج، البرتغال، تركيا، المملكة المتحدة، والولايات المتحدة. شهدت البلدان التي لا تتبع سياسة التجنيد الإلزامي، لا سيما الولايات المتحدة والمملكة المتحدة وكندا، أعلى مستويات الوجود العسكري للإناث. تتميز كندا بشكل خاص بالتحرر نتيجة تنفيذها المبكر لممارسات المساواة بين الجنسين. أقنعت زيادة الدعوة إلى تكافؤ الفرص، مقترنةً بانخفاض عدد الرجال أقوياء البنية الراغبين المشاركة في الخدمة العسكرية، الدول بإصلاح السياسات المتعلقة بدمج الإناث في الخدمة. مع افتتاح خدمة الغواصات في عام 2000، أصبح لدى النساء حرية المشاركة في أي نوع من الخدمات العسكرية.

## النقاش المستمر

نقش قديم لامرأة محاربة

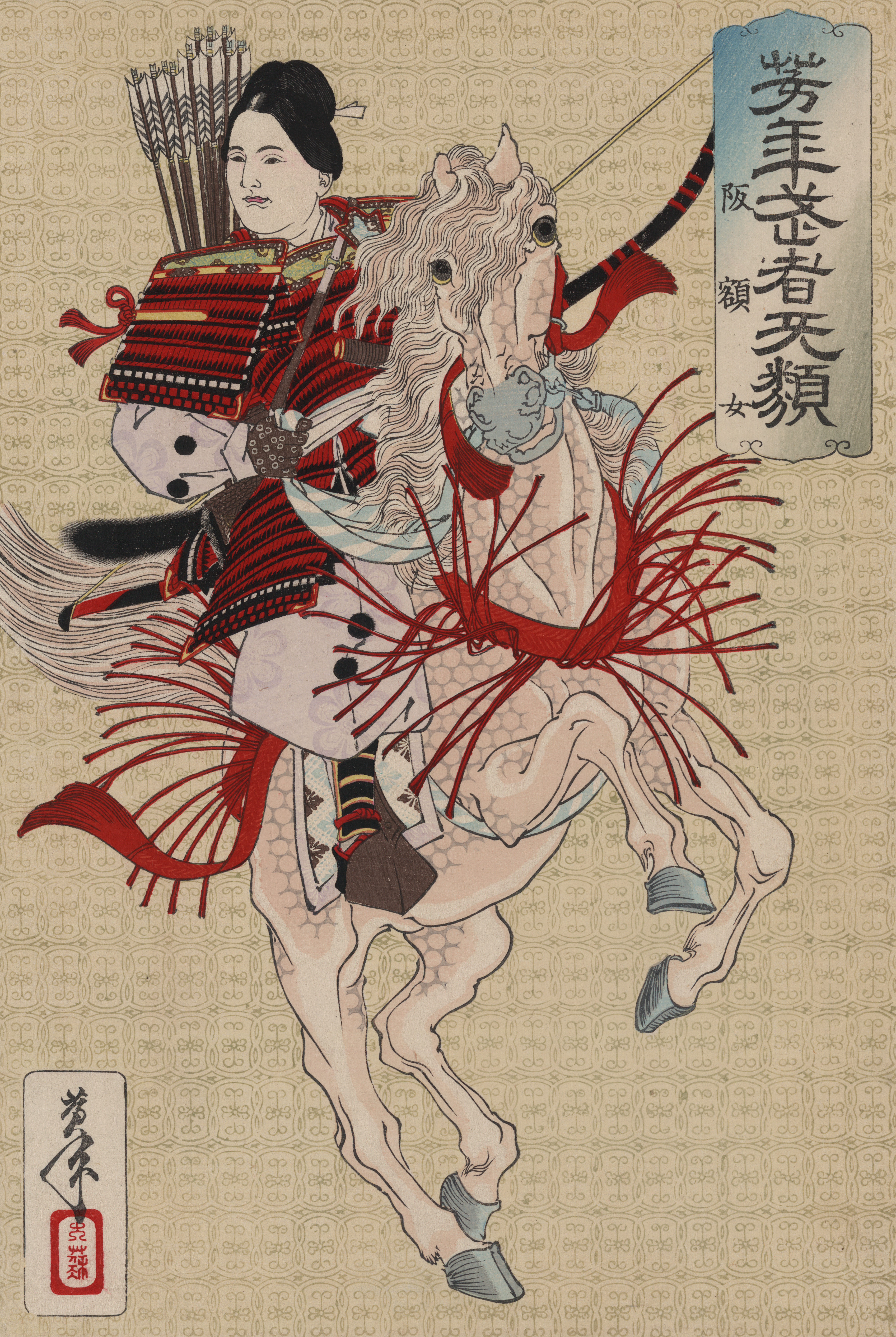
محاربة الساموراي اليابانية هانغاكو غوزين

أصبح دور المرأة في الجيش، هو كل موضوع يُناقش في الجيوش العربية في كل أقطار العالم. ويوصف ابعاد النساء عن المهام الحربي الفعالة بأنه تمييزاً. وعند الحديث عن الاختلافات الجسدية والعقلية التي بين الرجل والمرأة، فان مؤيدي الجدال يقيموا أيضاً تأثير المعرف النوعي الأخرى علي الجنود في ساحة المعركة. وشوهدت النساء المحاربات في العديد من الحضارات علي مدار التاريخ [بحاجة لمصدر]. أما بعض المجتمعات، تمنع قطعاً خروج النساء الي الحرب. أما في بعض الأمثلة، فان عدد النساء في العسكرية يقترب من عدد الرجال. أدرج الاتحاد السوفيتي في الحرب العالمية الثانية، 800.000 امرأة في الجيش، وكان 70% منهن، يحاربون بنشاط علي الجبهة. وتحتل النساء العديد من المهام في الجيش. وبسبب أنه مختلف تحديد الجبهة في العموم في الحروب، ففي وقتنا الحالي، تتعين النساء أيضاً في مجالات مثل الصحة، أماكن المراقبة، حراسة الموكب، الإطفاء، الهندسة. فلو اخذت النساء مهام مختلفة في العديد من الجيوش في العالم، فعدد جيوش البلدان التي تعطي لهن مهمة الجبهة الفعالة، تكون أقلية. وتعد نيوزيلندا، كندا، الدنمارك، فنلندا، فرنسا، ألمانيا، النرويج، إسرائيل، و سويسرا من بين الدول التي تعطي للنساء مهمة الجبهة النشطة. وعندما استخدمت إنجلترا النساء وخاصةً من أجل المهام المدفعية، قامت الولايات المتحدة الأمريكية بجعلهن يتولن مهام الطائرات الحربية بشكل عام.

### النقاط الأساسية للنقاش
كلا مؤيدا النقاش قد رأي أنهم علي حق وبرر لأنفسهم بالأدلة القوية. ومعظم هذه الأدلة تتضمن أن الرجال يكونوا ذو لياقة جسدية عالية مقارنة بالنساء. ولكن هناك خاصية أخرى من وجود النساء في الجال الحربي، وهو التأثير المعنوي الرائد. وامكانية اختبار النساء من أجل هذا التطبيق في الجيوش يكون محدود لما يبدو أنه نادر جداً.

#### عدم الكفاية البدنية
الدليل الأهم الذي اتخذ ضد حصول النساء علي المهمة الحربية النشطة، هو أن المرأة تكون أضعف من الرجل، فعندما تواجه عدو رجل أمامها، فسيكون ذلك عيباً. والهيكل العظمي للمرأة يكون أكثر عرضة للكسر بسبب أنه أقل كثافة مقارنة بالرجال. ولهذا السبب، ينصح في حالة مثل عدم اختيار الطيارين الحربيين الذين يتعرضون الي القوي الجاذبية العالية خاصة في المجال الجوي، من النساء. بالإضافة الي، غياب البيئة الصحية كما هو مطلوب لصحة النساء يكون الدليل المهم لعدم قبولهن ليكونن طاقم الغواصة. لكن، علي النقيض من هذا الدليل، فان معدل النساء الأكثر قصراً، والأخف وزناً، يكون مثالي من اركوب الغواصة، كما أنهن يستهلكون هواء أقل.

#### الأسباب النفسية
عدد من الحجج المقدمة ضد تجينيد النساء في الصفوف الأمامية علي الجبهة، يكون أيضاً تأثير وجود النساء علي الروح المعنوية التي تحارب. وفي الحقيقة؛ فكثير من الجنود أيضاً لا يأتمنون النساء العسكريات في الوظائف المهمة التي يجب القيام بها في الصفوف الأمامية. ومن الواضح أيضاً أن التقارب الرومانسي الذي سيحدث بين الجنود الرجال والنساء ستؤثر علي قوة الوحة القتالية. بالإضافة الي ادعاء الكثير من النساء أنها حامل مع العلم من أنها تهرب من مهام الصفوف الأمامية. أما الحجة الثالثة؛ فمع ادراج النساء الجنود الي الحرب، فهذا احتمال تعرضهن للتعذيب عند أخذهن كرهينات، أو حتي تعرضهن للاستغلال الجنسي. وبالرغم من أن تعرض الرجال الجنود الذين يأخذون كأسري في الحرب، الي التعذيب الجسدي، الا أن تكون حقيقة معروفة أنهم قلما ما يواجهون مشكلة الاعتداء الجنسي. أما مقابل هذه الفكرة، فوجود النساء الجنود حتمالية السيطرة أيضاً في ما وراء الجبهة، وبالنسبة لهم فيقترح أنه سواء الأسلحة الكافية أو سواء المعدات التدريبية لن تكون كافية لحمايتهن. وفي النهاية، فان الأشخاص الذين يذهبون للجيش كمتطوعين يجب أن يكونوا علي دراية بما سيحدث، وبمسئولياتهم التي تكون مستقلة عن جنسهم.

#### العادات والتمييز بين الجنسين
ووفقاً للكثيرون، فان ابقاء النساء بعيدات عن الجيش، يكون الحصن الأخير للتمييز الجنسي. ووفقاً لبعض منهم، فان الجيش الذي يكون المجال لعدم قبول النساء بهذا الشكل، يكون مرتبط ببنية التفكير التقليدي. وتوجد الكثير من الأمثلة في التاريخ مرتبط بالانجازات التي حققتها النساء في المجال العسكري.

#### العيوب التكوينية
طبقاً للجندي والمؤرخ (ديف جروسمان)،فان لهذا السبب يمنع الجيش الإسرائيلي الذي وُجد أنه جيش يمتلك النساء الجنديات خاصةً، فيمنع وجود النساء في الصفوف الأمامية. ويتضح أن لا يمكن منع سعي الجنود الرجال الذين يرون الجندية المصابة، فان سعيهم هذا لمساعدة الجندية المصابة تاركين مهامهم ومعاملين اياهن بحماية ووقاية بشكل فطري. وبالإضافة الي أنه هناك أمر مهم للجيش الإسرائيلي، وهو اعتقال العدو أيضاً حياً بسبب الحصول علي الاستخبارات الضرورية. لكن المجاهدين المسلمين الذين يحاربون ضد إسرائيل، لا يسلمون قطعاً جندية واحدة. أما وجود النساء الجنديات في المناطق التي بها احتلال، لوحظ أيضاً أنه يجعل الفرد في تلك المنطقة المحتلة يشعر بالضيق والإزعاج قليلاً.

## مكانة المرأة في جيوش بعض البلدان

### إنجلترا
هدف النساء في الجيش الإنجليزي أنهن يستطيعن التواجد في أي وظيفة باستثناء القوات التي تتصل مباشرة بالعدو وتقتله. وتحتل النساء المحاربات مكانة مهمة في تاريخ الجيش الإنجليزي الذي يتشكل النساء 9% منه. والنموذج الأشهر من بينهن الملكة بوديكا، التي حاريت ضد الرومان التي احتلتها إنجلترا مع قبائل ايجيني في عام 62 بعد الميلاد. ويقدر وجود خمس آلاف امرأة مع الجيش الإنجليزي في حرب الاستقلال الأمريكية عام 1776. وكان معظمهن جنديات وضابطات. بالإضافة الي وجود مهام ومجالات أخرى كالطاهيات والممرضات. وفي عام 1917 خلال الحرب العالمية الأولي، لم يكن مسموح للنساء في فرنسا بأن يكن ضابطات، لكن كانوا يفعلن وظائف مثل إنشاء القوات الخاصة، وطاهية الوحدة، وممرضة..الخ. أما في عام 1992، قد ألغيت القوات الخاصة، وتم قبول النساء بشروط متساوية مع الرجال. بالإضافة الي ذلك، كان هناك في عهد الملكة اليزابيث الثانية، وظيفة القائد الأعلي للجيش برمته حتي ولو كانت رمزية.

### فنلندا
أثناء الحرب الأهلية الفنلندية، كان يوجد قوات حمراء نسائية تسمي (Naiskaarti). وبعد الحرب الأهلية، تضاءل دور النساء في الصفوف الأمامية. وحصلت النساء علي المهام في قوات حرب العصابات التي كونتها النساء في الحرب بين فنلندا والاتحاد السوفيتي أثناء الحرب العالمية الثانية.

### ألمانيا
الجيش الألماني، و الناتو اللاذان أُنشا في عام 1955، يكونا أحد الجيوش المحافظين في العالم. ولهذا السبب يقال أنه أُخذ عدد كبير من النساء الشابات الي الجيش في فترة الحكم النازي. وحصلت الجنديات علي المهام في الجيش وخاصةً في القوات المضادة للطائرات.

### إسرائيل
يوجد للنساء في الجيش الإسرائيلي العديد من المهام. وعلي الرغم من أخذ قرار بعدم ادراج النساء في القوات الجوية، الا أن هذا القرار قد ألغي في عام 1995. بالإضافة الي عدم تولي النساء المهام في الصفوف الأمامية. ومدة الخدمة الاجبارية للنساء الإسرائيليات تكون عامين، وهي مدة قصيرة عن فترة الثلاث سنوات التي يقضيها الرجال في الجيش.

### ليبيا
ليبيا هي الدولة الإسلامية الوحيدة التي يوجد بجيشها الجنود من النساء. فوحدة الحرس الخاص للعقيد القذافي التي تكونت من 200 شخصاً، والتي عرفت بحرس الأمازون، قد تكونت فقط من الجنديات النساء.

### نيبال
يتألف 40% من جيش الاستقلال الشعبي المرتبط ب(الماوي) الحزب الشيوعي النيبالي، من النساء.

### النرويج
في عام 1995، كانت النرويج الدولة الأولي التي تسمح للنساء الجنديات في العمل في الغواصات. وحتي يومنا هذا، يوجد في الجيش النرويجي أقل عدد من الضباط النسائية قائدات الغواصة. وأولهن تكون سولفيج كري.

### الاتحاد السوفيتي / روسيا
استخدم الاتحاد السوفيتي، أكثر من مليون امرأة في الحرب العالمية الأولي، في مهام الصفوف الأمامية في الجبهة النشطة كالتدريب علي السلاح والقناصة، ووحدة مدافع الرشاشات، وأطقم الدبابات. أسطول طياري المقاتلات النساء الذي تشكل عام 1942، أُعطي لهن مهمة تفجير المدن الألمانية ليلاً. واتجه الطيارين (اتحاد الغارات الليلية 588، واتحاد التفجير الليلي الحرسي 46) بطائرات (Polikarpov Po-2)، الي الأهداف وخاصة الي برلين. ومجموع الطيارين المحاربات النساء، أنهم فعلوا 24 ألف طلعة جوية، وحصلوا علي 23 ميدالية للشجاعة. ليديا ليتفياك، و يكاترينا بودانوفا من أشهر المحاربات الطياريات اللاتان مازالا يذكروهن حتي الآن. لودميلا بافيلتشينكو تكون القناصة الأكثر جناحاً، حيث قتلت 309 شخصاً، ولُقبت بقناصة المشاة. وفي وقتنا الحاضر، يتم عمل مسابقة الجمال بين الجنديات التي في الجيش الأحمر.

### الولايات المتحدة الأمريكية
وأثناء الحرب الأهلية الأمريكية، قامت سارة روزيتا بالالتحاق بالجيش عندما قلدت الرجال وسمت نفسها ويكمان سهت، وأدت مهامها في الصفوف الأمامية في الجيش الشمالي. ومعظم الوحدات النسائية التي أسست خلال الحرب العالمية الثانية، نفذت مهام التمريض. وحصل النساء خلال حرب فيتنام علي المهام بشكل أكثر في القوات الجوية. وفي الحرب التي حدثت من جراء هجوم الولايات المتحدة الأمريكية علي العراق عام 2003، نقلت الصحافة الأمريكية أسر الجندية جيسيكا لينش وتحريرها، بشكل مبالغ فيه. بالإضافة الي اتهام ليندي انجلاند و صابرينا هارمان اللاتان تكونان أفراد في الجيش الأمريكي الذي يكون في وضع المحتل في العراق من جديد، فقد تم اتهامهم بتعذيب المعتقلين في سجن أبي غريب.

### تركيا
علي الرغم من أن الجيش يكون الزامياً فقط علي الرجال في تركيا، الا أن من الممكن دخول النساء أيضاً الي الجيش. والتحقت النساء خاصةً بالمعارك أثناء حرب الاستقلال بعد الحرب العالمية الأولي.

## دراسات أكاديمية
وجدت دراسة أجريت عام 2008 أن الطالبات يعتبرن التدريب العسكري «فرصة لكسب القوة والحزم والمهارة» ورأين هذا التدريب «بمثابة هروب من بعض الجوانب السلبية للأنوثة التقليدية». رأت الطالبات العساكر أيضًا أن برنامج هيئة تدريب ضباط الاحتياط «محايد جنسانيًا». تبين الدراسة أن الطالبات الإناث «كن يقظات للغاية بشأن وضعهن كنساء يؤدين مهام تُعتبر تقليديًا من أعمال الرجال وغالبًا ما شعرن بضرورة إثبات قدرتهن بشكل دائم.»
نقلت الدراسة عن إحدى الطالبات: «في البحرية، يُشاع أن المرأة في القوات البحرية تكون إما عاهرة أو فاسقة أو مثلية، ولا تعد أي من هذه الفئات جيدة، وإذا كنتِ حازمة مع شعبك إذًا أنتِ عاهرة، لكن إذا كنت شابًا حازمًا، يحترمك الشعب لكونك قائدًا جيدًا.»
قالت 84% من الطالبات أنهن لا يردن مهنة عسكرية لأنها ستتعارض مع الزواج وتربية الأطفال.
درست دراسة أجريت في عام 2009 مواقف طلاب وست بوينت العسكريون، وطلاب هيئة تدريب ضباط الاحتياط، والطلاب غير المنتسبين إلى الجيش من الكليات المدنية تجاه مجموعة متنوعة من الأدوار العسكرية. كان الطلاب أقل موافقة على تعيين النساء في وظائف عسكرية معينة أكثر من غيرها.